# Gheist
Gheist (Eigenschreibweise: GHEIST) ist eine deutsche Produzenten-Band aus Berlin, die vor allem als Liveact auftritt. Die Gruppe besteht aus vier Mitgliedern.

## Geschichte
Einige der Mitglieder kommen aus Mannheim und wohnen mittlerweile in Berlin. Sie kennen sich zum Teil schon aus der Alternative-Band Abby, welche bei Polydor unter Vertrag steht. Henrik Müller war auch vorher bei dem Duo Feeling Valencia aktiv. Nach eigenen Angaben lernten sie sich in der Popakademie Baden-Württemberg und in den Riverside Studios kennen.
Überregionale Bekanntheit erlangte sie durch Veröffentlichungen bei Diynamic, Watergate Records und diversen Festivalauftritten. Die Band legte in der Vergangenheit unter anderem beim Echelon, SonneMondSterne und Ikarus auf. Zudem engagieren sie sich auch als Resident-DJ beim Berliner Technoclub Watergate. Im April 2018 gründeten Gheist ihr eigenes Label Radau Records. Im März 2020 beteiligten sie sich an der ersten United-We-Stream-Aktion der Berliner Clubkommission in Kooperation mit dem Sender Arte.
Im November 2021 erschien das Debütalbum Zukunft. 

## Diskografie (Auswahl)
Alben
- 2021: Zukunft (Radau)

EPs
- 2016: First Day (Exploited Records)
- 2017: Salvation (Exploited Records)
- 2018: Somerset (Last Night On Earth)
- 2019: Arrival (Diynamic)

Remixes
- 2018: Clairvoyant (mit Nakhane, BMG)
- 2020: Life (mit Joris Voorn, Spectrum Music & BMG)